# Rami Kleinstein

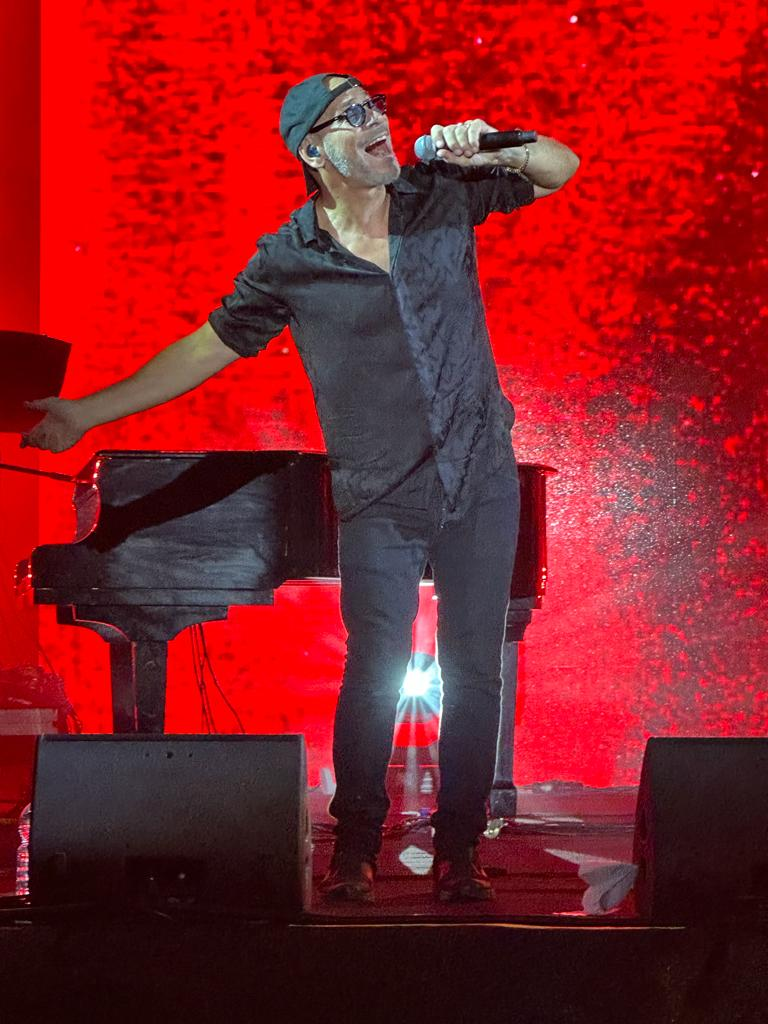
Rami Kleinstein in concerto, settembre 2023

Rami Kleinstein in ebraico: רָמִי קלינשטיין‎ (New York, 10 novembre 1962) è un cantante e compositore israeliano.

## Vita familiare e giovanile
Kleinstein è nato a New York nel 1962 da una famiglia di ebrei ashkenaziti. Nel 1968 la famiglia emigrò in Israele. Dopo un anno tornò negli Stati Uniti, per poi tornare in Israele nel 1970. Da bambino studiò pianoforte e musica classica dopo che i genitori avevano riconosciuto il suo talento musicale e avevano deciso di farlo studiare per diventare pianista classico. Durante l'adolescenza, ha incontrato e iniziato a frequentare la futura cantante israeliana Rita. Durante il servizio militare obbligatorio israeliano, all'inizio degli anni '80, ha suonato con Rita mentre entrambi erano membri della banda militare. Kleinstein ha successivamente composto e prodotto molte delle canzoni di Rita. I due si sono sposati nel 1988 e hanno avuto due figlie prima di separarsi legalmente nel 2007. Tra gli altri ha suonato con la Israel Defense Forces Orchestra.

## Carriera
Nel 1986, il primo album solista di Rami, ביום של הפצצה‎ (“Il giorno della bomba”), ottenne il disco d'oro. Nel 1997, il suo sesto album, כל מה שתרצי‎ (“Tutto quello che vuoi”), raggiunse il triplo disco di platino entro dieci giorni dall'uscita. È stato votato “Cantante dell'anno” nel 1995, dopo che il suo album תפוחים ותמרים‎ (“Mele e datteri”) ha raggiunto il triplo disco di platino.
Dal 1985 Rami compone, arrangia e accompagna Rita. Ha scritto musica per testi del cantante americano Bob Dylan e degli artisti israeliani Ehud Banai e Hanoch Levin.

## Discografia
- 1986: ביום של הפצצה‎
- 1989: על הגשר הישן‎
- 1991: אהביני‎
- 1993: במסיבה אצל גידו‎
- 1995: תפוחים ותמרים‎
- 1997: כל מה שתרצי‎
- 2000: פטר והזאב וקרנבל החיות‎
- 2000: תגיד את זה‎
- 2005: הרבה פנים‎
- 2009: שיר חשוף‎
- 2009: סינרגיה אקוסטית‎ (con Synergia)
- 2010: Live
- 2012: סיטואציה מורכב‎
- 2014: מתנות קטנות‎
- 2015: אנשים טובים‎